# Sibylle Rauch

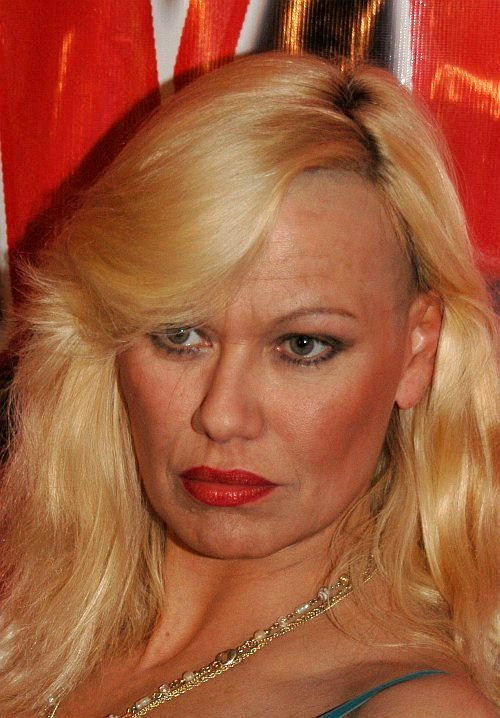
Sibylle Rauch (2005)

Sibylle Rauch  (* 14. Juni 1960 in München; eigentlich Erika Roswitha Rauch) ist eine deutsche Schauspielerin, ehemalige Pornodarstellerin und Prostituierte.

## Leben und Wirken
Erstmals bekannt wurde Rauch, als sie 1979 das Playmate des Monats Juni in der deutschen Ausgabe des Playboy wurde. Ihre Gage für das Shooting betrug 5000 DM. Von 1980 bis 2000 spielte sie in mehr als 20 Filmen mit. Ihre Karriere begann mit Softerotik-Streifen wie zum Beispiel Laß laufen, Kumpel, dem sechsten und letzten Teil der Reihe Laß jucken, Kumpel. Den Höhepunkt ihrer Bekanntheit erreichte sie durch Auftritte in vier Folgen der Filmreihe Eis am Stiel zusammen mit Zachi Noy – ihr erster, in Eis am Stiel 3 – Liebeleien (1981), wurde mit 7000 DM bezahlt. In den 1980er Jahren galt Rauch als deutsches Sexsymbol, erschien auf dem Cover des britischen Erotikmagazins Mayfair (1983) und umgab sich mit Prominenten der Münchner Schickeria. 1982 veröffentlichte Rauch mit So Long, Goodbye eine Schallplattenaufnahme, mit der sie auch im Musikladen auftrat.
1987 wechselte sie nach einem Angebot von Teresa Orlowski in die Hardcore-Branche und wirkte dort in mehr als 20 Videos wie Private Moments und Sisters in Love mit. In der letztgenannten Produktion war sie zusammen mit ihrer Schwester Sylvie Rauch (* 20. Mai 1962 in München) zu sehen. Ihre Tagesgage betrug 3.500 DM. Anfang der 1990er Jahre wurde sie zum Werbegesicht der deutschen Ausgabe des Hustler.
Um trotz ihres Alters mit jüngeren Kolleginnen mithalten zu können, ließ sie im Laufe ihrer Karriere mehrmals ihre Brüste vergrößern. Ende der 1990er Jahre endete Rauchs Filmkarriere aufgrund ihrer Kokainsucht und wegen eines Suizidversuchs im September 1997. 2005 spielte sie eine Nebenrolle in der Filmkomödie Der Prinz aus Wanne-Eickel.
Anfang 2006 begann Sibylle Rauch für ein Bordell im österreichischen Klagenfurt zu arbeiten, das sie kurz nach Neujahr 2007 wegen eines von ihr gegen einen Kunden ausgesprochenen Vergewaltigungsvorwurfs verließ. Rauch war neben Auftritten auf Erotik-Messen als Callgirl in Wien tätig.
2018 trat sie als Gast beim Wiener Opernball nach Längerem wieder in der Öffentlichkeit auf. Im Dokumentarfilm Eskimo Limon: Eis am Stiel – Von Siegern und Verlierern war 2018 zu sehen, dass sie auch 2018 noch in einem österreichischen Bordell arbeitete.
Im Januar 2019 war Sibylle Rauch als Kandidatin der dreizehnten Staffel von Ich bin ein Star – Holt mich hier raus! zu sehen und belegte den 11. Platz. Ebenfalls 2019 war sie in der Kochshow Das perfekte Promi-Dinner zu sehen. Im März 2019 erklärte Rauch, sie müsse aus Geldmangel wieder der Prostitution nachgehen.

## Sonstiges
Im Jahr 2001 wurde der Fernseh-Zweiteiler Das sündige Mädchen gedreht, der von Sibylle Rauchs Lebensgeschichte inspiriert ist. Ihre Rolle wurde von Anna Loos gespielt.
Anfang 2019 veröffentlichte Zachi Noy die Single Eis am Stiel, welche als Duett von Noy und Rauch beworben wurde. Rauch und Noy standen mehrfach, u. a. in Die unglaublichen Abenteuer des Guru Jakob (1983) und in Crossclub – The Legend of the Living Dead (1999), gemeinsam vor der Filmkamera.

## Filmografie
- 1980: Der Kurpfuscher und seine fixen Töchter
- 1980: Drei Lederhosen in St. Tropez
- 1981: Eis am Stiel 3 – Liebeleien (Shifshuf Naim)
- 1981: Wie die Weltmeister
- 1981: Laß laufen, Kumpel
- 1983: Die unglaublichen Abenteuer des Guru Jakob
- 1983: Flotte Biester auf der Schulbank
- 1983: Eis am Stiel 4 – Hasenjagd
- 1983: Plem, Plem – Die Schule brennt
- 1983: Bolero
- 1984: Ein Mann wie E.V.A.
- 1984: Die Story
- 1985: Loft – Die neue Saat der Gewalt
- 1985: Alpha City – Abgerechnet wird nachts
- 1985: Das Wunder
- 1986: Wie treu ist Nik?
- 1987: Born for Love (Pornofilm)
- 1987: Eis am Stiel 7 – Verliebte Jungs (Ahava Tzeira)
- 1988: Eis am Stiel 8 – Summertime Blues (Blues LaKayitz)
- 1989: Dirty Woman: Part One – Seasons of the Bitch (Pornofilm)
- 1989: Dirty Woman: Part Two – We Love You to Death (Pornofilm)
- 1991: Schloß Pompon Rouge (TV)
- 1991: Private Moments: Part Two – The Story Continues (Pornofilm)
- 1996: Rauch Sisters: Double Trouble (Pornofilm)
- 1997: Skandal im Mädcheninternat! (Pornofilm)
- 1999: Crossclub – The Legend of the Living Dead
- 2006: Der Prinz aus Wanne-Eickel
- 2008: Sybille Rauch: Entführung ins Paradies (Pornofilm)
- 2011: Project Genesis – Crossclub 2. Teil (Szenen wurden bereits 2002 gedreht)
- 2014: Der alte Fuchs
- 2017: Vom Filmstar zur Pornoqueen: Sibylle Rauch (Dokumentation)
- 2018: Eskimo Limon: Eis am Stiel – Von Siegern und Verlierern
- 2018: Rokko’s Adventures[16]
- 2024: Der Soldat Monika